# Arthur Dillon (1834–1922)

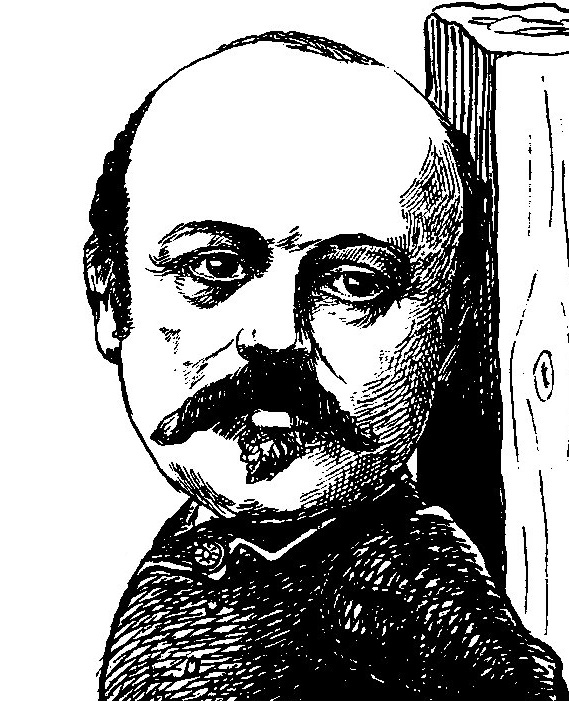
Arthur Dillon

Arthur Marie, comte Dillon (Parijs, 18 mei 1834 - Île de Berder, 2 september 1922) was een Frans politicus.

## Biografie
Arthur, comte Dillon stamde uit een van oorsprong Ierse familie. Zijn voorvaderen waren officieren. Zijn ouder waren Pierre, comte Dillon en Marie Adèle Poidevin. Hij volgde een officiersopleiding aan de militaire academie van Saint-Cyr. Een van zijn studiegenoten was Georges Boulanger, de latere generaal, met wie hij vriendschap sloot. Arthur Dillon nam deel aan de Frans-Duitse Oorlog en in 1872 werd hij bevorderd tot kapitein. In datzelfde jaar werd hij onderscheiden als Ridder in het Legioen van Eer. In 1879 beëindigde hij zijn militaire carrière om secretaris-generaal van de Compagnie du Câble Transatlantique (Trans-Atlantische Telegraafkabel Compagnie), een onderneming onder leiding van de Amerikaan Mackay.
Arthur Dillon werd in 1886 een van de voornaamste adviseurs van Georges Boulanger, toen minister van Defensie, en groot voorstander van een nieuwe oorlog tegen Duitsland. Toen de laatste in 1887 de post van minister van Defensie verloor en de populistische Boulangistische Beweging begon, werd Dillon een van de financiers van de beweging. Dillon legde het contact tussen Boulanger en de monarchistische beweging en dankzij zijn vriendschap met Paul Déroulède, de voorman van de machtige, revanchistische Ligue des Patriotes, verzekerde hij extra geld aan de Boulangistische beweging en nam de invloed van Boulanger in zowel monarchistische kringen als die der ontevreden republikeinen toe. Met de radicale Alfred Naquet en de Bonapartist Georges Thièbaud leidde Dillon de pr-campagne van Boulanger.
Ook na de vlucht van Boulanger in 1889 naar Brussel bleef Dillon het Boulangisme trouw. Bij de parlementsverkiezingen van september 1889 werd Dillon in de Kamer van Afgevaardigden gekozen. Hij kon zijn zetel in de Kamer echter niet innemen, omdat hij een maand eerder (14 augustus) was veroordeeld tot een gevangenisstraf vanwege zijn deelname aan het Boulangistisch complot van begin 1889. In 1895 verkreeg hij amnestie, maar hield zich voortaan afzijdig van de politiek.
Arthur Dillon overleed op 88-jarige leeftijd, op 2 september 1922 in Île de Berder (Morbihan).

## Trivia
- Het schermduel tussen Boulanger en premier Charles Floquet, waarbij de eerste ernstig gewond raakte (12 juli 1888), vond plaats op het landgoed van Dillon.[1]
- De kapel van de Heilige Anna te Larmor-Baden werd in opdracht van Dillon en zijn vrouw, Henriette (1848-1926), gebouwd.